# پالماتین
پالماتین (به انگلیسی: Palmatine) با فرمول شیمیایی C۲۱H۲۴NO۴+ یک ترکیب شیمیایی با شناسه پاب‌کم ۱۹۰۰۹ است. که جرم مولی آن ۳۴۲٫۴۰۸۳ g/mol می‌باشد.